# Fiat CR.42
Fiat CR.42 – włoski samolot myśliwski z czasów II wojny  światowej wyprodukowany przez koncern FIAT.

## Historia
Powstały w 1936 roku samolot w układzie dwupłatu, z otwartą kabiną i stałym podwoziem, miał być następcą CR.32, który potwierdził walory bojowe podczas hiszpańskiej wojny domowej (1936–1939). Choć zachowano w nim układ dwupłatowy, konstrukcja była jednak unowocześniona, wykonano ją całkowicie z metalu.
CR.42 wszedł do służby w Królewskich Siłach Powietrznych w listopadzie 1939 roku. Pewna liczba egzemplarzy została zakupiona przez Belgię, Finlandię, Szwecję i Węgry. Samolot miał bardzo dobre właściwości lotne, był bardzo zwrotny, dość szybko jednak okazało się, że jak na standardy początków II wojny światowej był już przestarzały: zbyt wolny i słabo uzbrojony. Produkcja samolotu trwała do 1942 roku.
Początkowo CR.42 wykorzystywano jako samolot myśliwski. W 1940 roku pewna liczba samolotów wzięła udział w bitwie o Anglię, jednak okazało się, że CR.42 nie dorównuje nowoczesnym myśliwcom angielskim. W związku z dużymi stratami samolot wycofano z działań bojowych i przesunięty do zadań szkoleniowych.

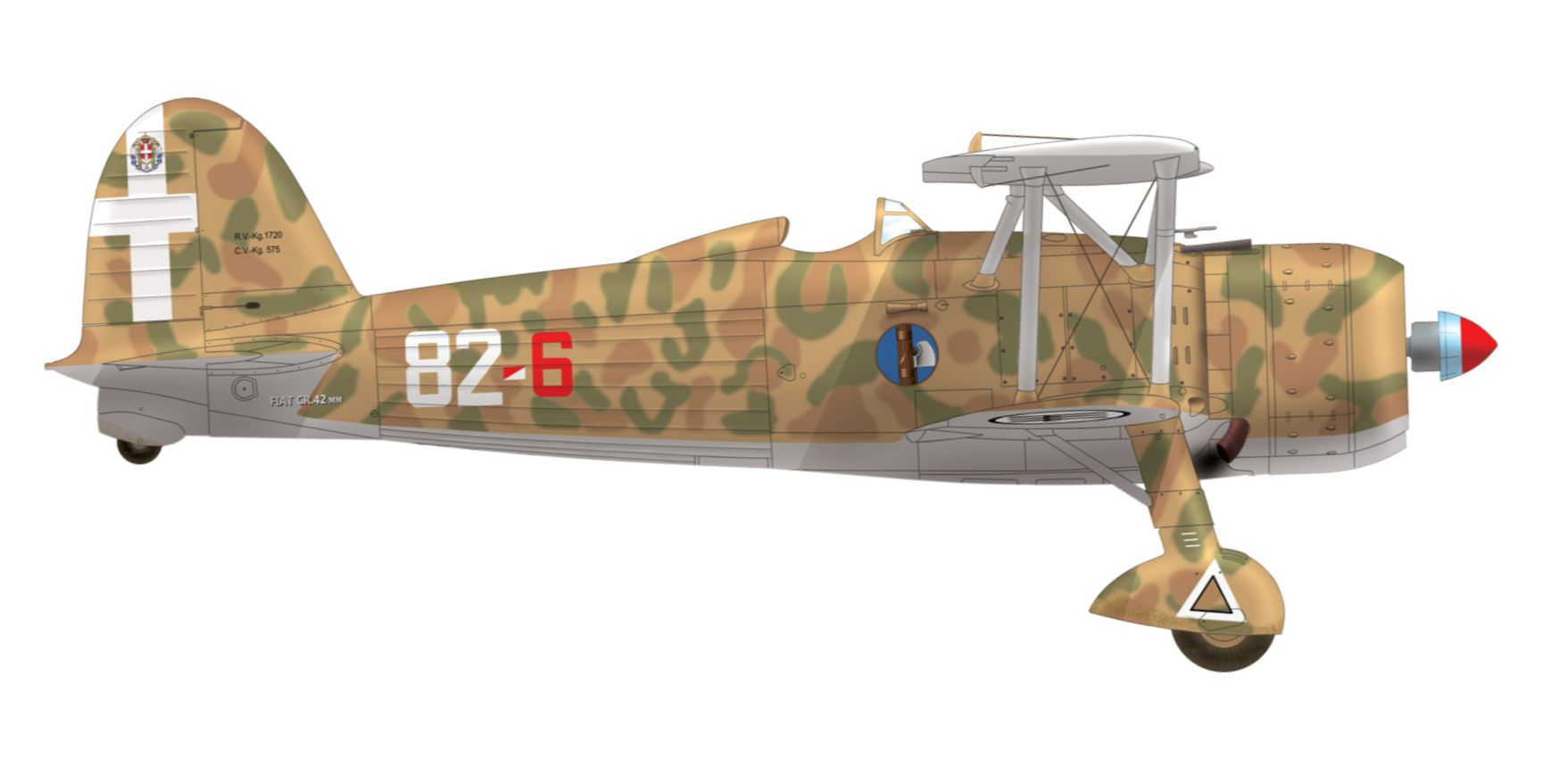
Fiat CR.42, 82a Squadriglia 13° Gruppo 2° Stormo. C. T., lotnisko Gambut, wrzesień 1940

Samolot był szeroko wykorzystywany podczas walk w Afryce Północnej, głównie do atakowania celów naziemnych. W 1943 roku, po kapitulacji Włoch, zdolność do lotu zachowało tylko około sześćdziesięciu samolotów, z wyprodukowanych 1781 egzemplarzy.

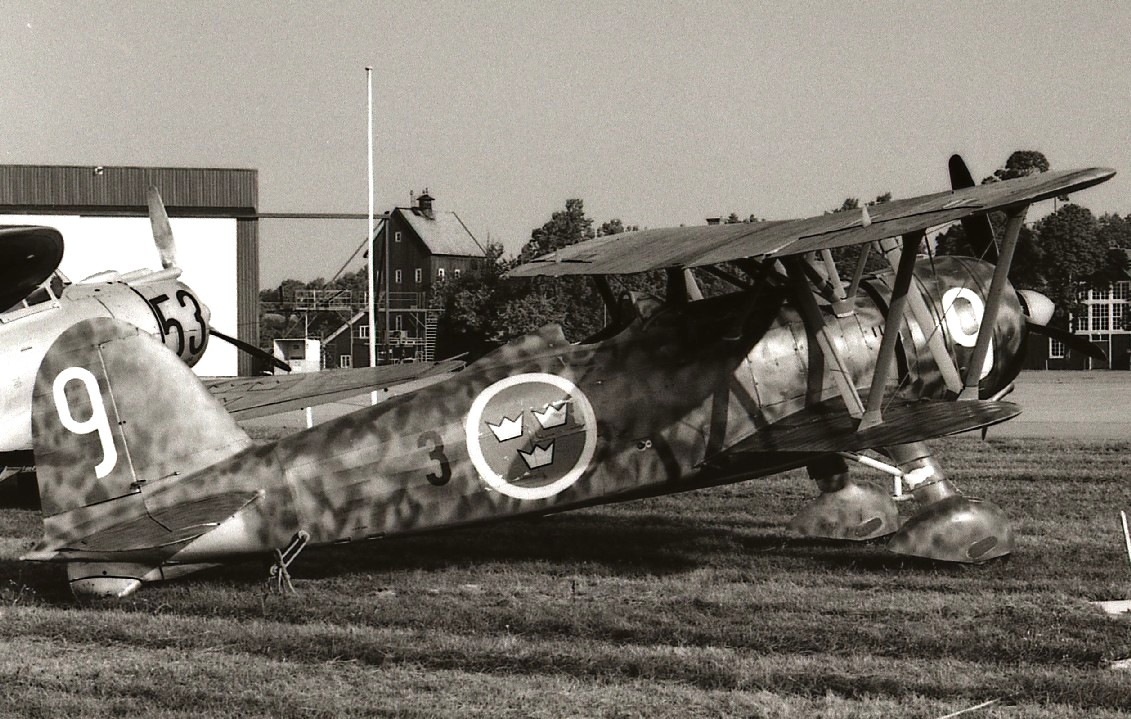
CR.42 w barwach szwedzkiego lotnictwa w 1976 r.